# Simón dice (serie de televisión)
Simón dice es una serie de televisión mexicana producida por Pedro Ortiz de Pinedo para Televisa, y se estrenó el 24 de julio de 2018 por Las Estrellas. Está protagonizada por Arath de la Torre, Nora Salinas, Dalilah Polanco, Ricardo Fastlicht, María Chacón, Carlos Speitzer, Sergio Ochoa y Claudia Acosta. La serie gira en torno a un grupo de amigos que se reúnen todos los jueves a jugar cartas para sentir al menos una vez a la semana que tienen el control sobre sus matrimonios.
Las grabaciones de la serie comenzaron el 16 de abril de 2018 en el foro 6 de Televisa San Ángel, y la serie está compuesta de 13 episodios. Las grabaciones de la segunda temporada comenzaron el 12 de marzo de 2019 en el Foro 5 de Televisa San Ángel, y al igual que la temporada anterior consta de 13 episodios.

## Reparto
- Arath de la Torre como Simón Gutiérrez
- Nora Salinas como Diana Camargo de Gutiérrez
- Ricardo Fastlicht como César
- Dalilah Polanco como Beatriz Dávila
- Sergio Ochoa como Bartolomé
- Claudia Acosta como Carla
- Carlos Speitzer como Daniel
- María Chacón como Nicole
- Susana Renteria como Ifigenia / Lucy Montes
- Humberto Elizondo como Ramiro Camargo, papá de Diana

## Episodios

### Primera temporada (2018)
| N.º en serie | N.º en temp. | Título                    | Fecha de emisión original |
| --- | ------------ | ------------------------- | ------------------------- |
| 1 | 1            | «Saca al gato»            | 24 de julio de 2018       |
| Simón le da la bienvenida a Daniel a su grupo y recomienda a sus amigos una técnica infalible para que sus esposas cuiden de ellos como deberían, el problema es que todos hacen todo mal. |              |                           |                           |
| 2 | 2            | «Sacúdela bien»           | 31 de julio de 2018       |
| César no puede dormir debido a los ronquidos de Beatriz, su esposa. Simón le da un consejo que hará que ambos duerman bien. |              |                           |                           |
| 3 | 3            | «Aplica la persuasiva»    | 7 de agosto de 2018       |
| Daniel está desesperado por la nueva dieta preparada por Nicole, su esposa. Simón le aconseja aplicar una técnica de psicología inversa con su mujer, pero termina siendo una víctima. |              |                           |                           |
| 4 | 4            | «Marca tu territorio»     | 14 de agosto de 2018      |
| Bartolomé está molesto por la nueva máquina de ejercicios que Carla, su esposa, acaba de comprar. Simón les cuenta a sus amigos cómo obtuvo su sala de juegos, porque un hombre siempre necesita su espacio y los alienta a marcar su territorio, pero Bartolomé lo toma demasiado literalmente. |              |                           |                           |
| 5 | 5            | «Házlo tú mismo»          | 21 de agosto de 2018      |
| Daniel tiene filtraciones en su baño y planea llamar a un profesional. Simón le dice que un hombre que se respeta a sí mismo arregla su propia casa. Nicole quiere hablar con un especialista para la despedida de soltera de su prima.                                                          |              |                           |                           |
| 6 | 6            | «No invoques al diablo»   | 28 de agosto de 2018      |
| César recibirá la visita de su suegra. Simón les dice a sus amigos que siempre ha habido odio entre los hombres y las suegras y recomienda que no las acepten en su casa. César hace lo imposible para evitar la llegada de su suegra.                                                           |              |                           |                           |
| 7 | 7            | «Hazlo como Negrete»      | 4 de septiembre de 2018   |
| Daniel está a punto de celebrar su primer aniversario de boda con Nicole. Simón le recuerda que un hombre nunca debería recordar citas importantes con su esposa, como lo hacían los hombres de antes.                                                                                           |              |                           |                           |
| 8 | 8            | «Tómate la pastilla»      | 11 de septiembre de 2018  |
| Bartolomé tiene problemas de sexualidad con Carla por varios días. Simón le recomienda tomar la píldora azul, pero sin el conocimiento de su esposa. Bartolomé intenta seguir el consejo de Simón, aunque no recuerda muy bien cómo hacerlo.                                                     |              |                           |                           |
| 9 | 9            | «Toma el control»         | 18 de septiembre de 2018  |
| Nicole se niega a tener relaciones con Daniel porque quiere ver su serie, Simón le recomienda comprar un control universal para apagar el televisor sin que Nicole se dé cuenta, pero causa más problemas.                                                                                       |              |                           |                           |
| 10 | 10           | «Hazle como que te vas»   | 25 de septiembre de 2018  |
| César llega desesperado por no poder controlar a su esposa. Simón lo adoctrina en el viejo arte de decirle que él irá para que ella le implore que se quede. César cree que está haciendo lo correcto, pero está a punto de cometer el peor error de su vida.                                    |              |                           |                           |
| 11 | 11           | «Aplícale la castigadora» | 2 de octubre de 2018      |
| Bartolomé está celoso porque su nuevo vecino es el exnovio de Carla. Simón le aconseja que se comunique con sus exnovias para devolverle los celos a su esposa. |              |                           |                           |
| 12 | 12           | «Como veo doy»            | 9 de octubre de 2018      |
| Es el aniversario del jueves de Tornillos y Simón ha preparado una noche épica, pero olvidó que el padre de Diana vendrá a cenar ese día, y él no viene solo. |              |                           |                           |
| 13 | 13           | «La casa gana»            | 16 de octubre de 2018     |
| Simón está a punto de perder la cueva de su hombre por culpa de sus amigos. El padre de Diana no aparece y para rematar, Lucy resultó ser una alcohólica. Carla, Beatriz y Nicole vienen a complicar aún más las cosas.                                                                          |              |                           |                           |

### Segunda temporada (2019)
| N.º en serie | N.º en temp. | Título                      | Fecha de emisión original |
| --- | ------------ | --------------------------- | ------------------------- |
| 14 | 1            | «Voltéale la tortilla»      | 30 de julio de 2019       |
| Cris visita a sus padres y conocen a su novio llamado Hemeterio; Simón lo encierra en el baño de la cueva del hombre y le enseña a sus amigos como voltearle la tortilla a sus esposas porque estaban enojadas con ellos por emborracharse en la casa de Simón. |              |                             |                           |
| 15 | 2            | «Todas mías»                | 6 de agosto de 2019       |
| Como la cueva está con veneno para ratas, Simón y sus amigos van al Planeta Café al igual que Diana y sus amigas y cada uno cuenta como conoció al otro ahí. |              |                             |                           |
| 16 | 3            | «Aplícale la dormilona»     | 13 de agosto de 2019      |
| 17 | 4            | «Aplícale la lastimera»     | 20 de agosto de 2019      |
| 18 | 5            | «Aplícale la matadora»      | 27 de agosto de 2019      |
| 19 | 6            | «Diana dice»                | 3 de septiembre de 2019   |
| 20 | 7            | «Feliz cumpleaños»          | 10 de septiembre de 2019  |
| 21 | 8            | «Gallo gallina»             | 17 de septiembre de 2019  |
| 22 | 9            | «Aprieta el asterisco»      | 24 de septiembre de 2019  |
| 23 | 10           | «Hazle como El Santo»       | 1 de octubre de 2019      |
| 24 | 11           | «Aplícale la ley del hielo» | 8 de octubre de 2019      |
| 25 | 12           | «Que no se te arrugue»      | 15 de octubre de 2019     |
| 26 | 13           | «Parto con dolor»           | 22 de octubre de 2019     |